# Корінні зуби

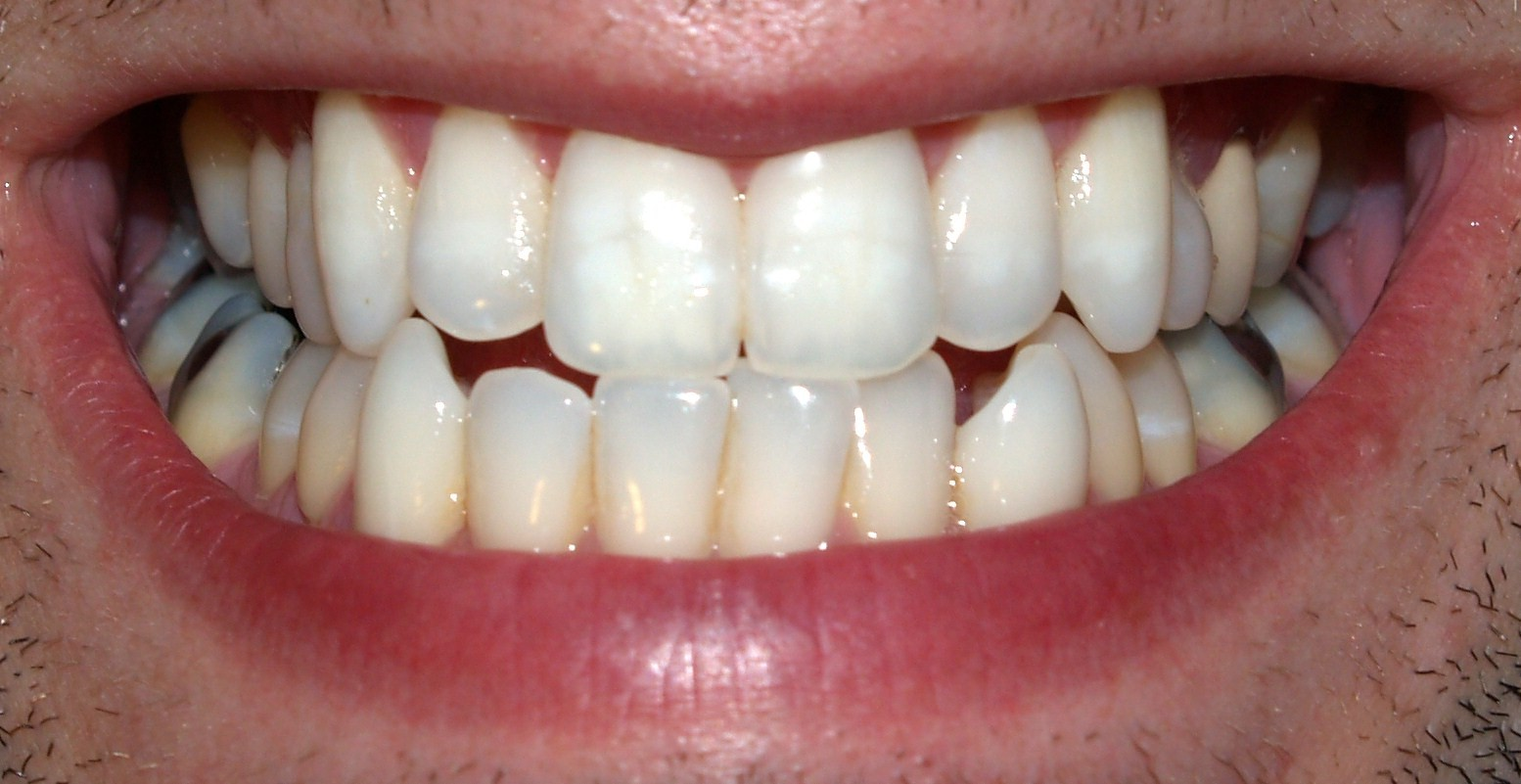
Повний набір корінних зубів

Корінні або постійні зуби — другий набір зубів у діфіодонтних ссавців. В гомінід, зокрема людей, є тридцять два постійних зуби: по шість верхніх і нижніх молярів, по чотири верхні і нижні премоляри, по два верхні і нижні ікла та по чотири верхні і нижні різці.

## Хронологія появи у людей
Перший корінний зуб з'являється у віці близько шести років, на цей момент у роті присутні як молочні, так і постійні зуби.
Спочатку виростає перший моляр, який росте одразу за молочним моляром. Перші корінні моляри важливі для правильного розвитку усіх постійних зубів. Приблизно до тринадцятирічного віку в роті наявні двадцять вісім з тридцяти двох корінних зубів.
Повний постійний прикус формується у віці від 17 до 25 років, коли з'являються треті моляри — зуби мудрості.